# Innere Mazedonische Revolutionäre Organisation – Demokratische Partei für Mazedonische Nationale Einheit
Die Innere Mazedonische Revolutionäre Organisation – Demokratische Partei für Mazedonische Nationale Einheit (mazedonisch Внатрешна Македонска Револуционерна Организација – Демократска Партија за Македонско Национално Единство Vnatrešna Makedonska Revolucionerna Organizacija-Demokratska Partija za Makedonsko Nacionalno Edinstvo) oder VMRO-DPMNE ist eine politische Partei in Nordmazedonien mit christlich-demokratischer und nationalkonservativer Orientierung. Sie versteht sich als ein Nachfolger der 1934 aufgelösten Inneren Mazedonischen Revolutionären Organisation.
Die VMRO-DPMNE wurde am 17. Juni 1990 in Skopje als christdemokratische Oppositionspartei gegen die regierende Kommunistische Partei gegründet. Erster Vorsitzender war der spätere Ministerpräsident Ljubčo Georgievski. Im Mai 2003 auf dem Parteikongress in Ohrid zog sich Georgievski von der Parteispitze zurück. Nikola Gruevski (Ministerpräsident von 2006 bis 2016) wurde zum Nachfolger gewählt und kündigte das von Georgievski geschlossene Nachbarschaftsabkommen mit Bulgarien. Nach dem Machtverlust 2016/17 trat Gruevski zurück; im Dezember 2017 wurde zum Nachfolger als Parteivorsitzender Hristijan Mickoski gewählt, der ebenfalls eine anti-bulgarische Politik vertritt. So sprach er sich 2022 für die Schließung jeglicher bulgarischer Kulturzentren und Vereinigungen im Land aus, da „ihre Präsenz eine Provokation für die mazedonische Identität“ sei. Generalsekretär der Partei ist seit 2011 Kiril Bozinovski.

## Geschichte
Nach acht Jahren in der Opposition übernahm die VMRO-DPMNE nach der Parlamentswahl 1998 die Regierung. Ihr damaliger Vorsitzender Ljubčo Georgievski bildete als Ministerpräsident eine Koalitionsregierung mit der Demokratischen Alternative und der Albanischen Demokratischen Partei.
Die Partei verlor die Parlamentswahl 2002 und musste die Regierungsverantwortung wieder an die rivalisierende Sozialdemokratische Liga Mazedoniens abgeben. Bei der Parlamentswahl von 2002 bildete die VMRO-DPMNE ein Bündnis mit der kleineren Liberalen Partei Mazedoniens. Die VMRO-DPMNE siegte bei der Parlamentswahl 2006 und bildete eine Koalitionsregierung mit ihrem Vorsitzenden Nikola Gruevski als Ministerpräsidenten.
Der ehemalige Präsident Nordmazedoniens, Boris Trajkovski, der am 26. Februar 2004 bei einem Flugzeugabsturz ums Leben kam, war Mitglied der VMRO-DPMNE. Ebenfalls 2004 kam zu einem offenen Konflikt zwischen der probulgarischen (ein Stigma in Nordmazedonien) und projugoslawischen Fraktion innerhalb der Partei. Georgievski spaltete sich mit einigen Anhängern von der VMRO-DPMNE ab und gründete die VMRO-NP.
Die Parlamentswahl von 2008 gewann die Partei mit absoluter Mehrheit, die sie bei der vorgezogenen Parlamentswahl, am 5. Juni 2011, verlor. Seitdem regierte sie gemeinsam mit der DUI. Aus der Präsidentschaftswahl im Frühjahr 2009 ging der Kandidat der VMRO-DPMNE, der Politologe Gjorge Ivanov, als Sieger hervor. Bei der Parlamentswahl 2016 konnte sich die VMRO-DPMNE nur knapp als stärkste Partei behaupten. Ihr gelang es jedoch nicht, eine neue Regierung zu bilden. Seitdem befand sich die Partei in der Opposition. Bei der Parlamentswahl am 8. Mai 2024 wurde die VMRO-DPMNE erneut stärkste Kraft und stellt seit Juni 2024 mit Hristijan Mickoski den Ministerpräsidenten.